# 1378 (km)
1378 (km) là tựa game bắn súng góc nhìn thứ nhất nhiều người chơi được phát triển bởi Jens M. Stober, một sinh viên của Đại học Nghệ thuật và Thiết kế Karlsruhe. Trong trò chơi của mình, Stober đã sử dụng lại một số nguyên tắc mã và gameplay của "Frontiers", một tựa game của nhóm họa sĩ gold extra, mà anh từng làm việc trong vai trò là một nhà thiết kế bản đồ. Tên gọi của game đề cập đến độ dài theo kilômét của vùng biên giới Nội địa Đức giữa Đông và Tây Đức từ năm 1949 đến 1990, sau đó được gọi là "dải đất chết". Nó cho phép người chơi, lên đến 16 người cùng một lúc, đảm nhiệm vai trò của cả phía Đông Đức đang cố gắng băng qua biên giới hoặc đám lính biên phòng Đông Đức bắn bất cứ ai cố gắng làm như vậy. Trò chơi dự kiến sẽ được chính thức phát hành vào ngày 3 tháng 10 (kỷ niệm thống nhất nước Đức) năm 2010, nhưng đã bị trì hoãn vì gây tranh cãi. Trò chơi được phát hành vào tháng 12 năm 2010 sau một "cuộc thảo luận công khai với các vị khách danh dự" tại Đại học Karlsruhe, và sẽ có sự phân loại độ tuổi 18+. Giám đốc Quỹ Bức Tường Berlin, Axel Klausmeier, đã lên án tựa game này là "nhạt nhẽo" cũng như "cái tát vào mặt các gia đình nạn nhân", và tuyên bố rằng không có gì để mà học hỏi được từ trò chơi này. Mặt khác, Adam Rafinski, giảng viên của Đại học Karlsruhe đã ủng hộ concept của game, tuyên bố rằng đó là một trò chơi nghiêm túc không chỉ để chơi như một trò tiêu khiển và người chơi có thể nhận lấy một bài học lịch sử từ đó.